# Проспект Панфілова (Донецьк)
Проспект Панфілова — одна з головних вулиць міста Донецька. Розташований між вулицею Артема та вулицею Куйбишева.

## Опис
Проспект Панфілова починається у Київському районі, від вулиці Артема, і завершується в Куйбишевському районі вулицею Куйбишева. Довжина вулиці становить близько чотирьох кілометрів.